# LUX.US
LUX·US, im Schreibgebrauch LUX.US oder Lux.us, war der 2004, 2005 und 2007 verliehene Lichtkunstpreis der Stadtwerke Lüdenscheid. Der bundesweit einzige Preis dieser Art prämierte und präsentierte Kunstkonzeptionen, die sich mit Licht auseinandersetzten. Ein ausgewähltes Konzept wurde zur Realisation mit Hilfe der Stadtwerke Lüdenscheid vorgesehen.

## Struktur
Der Lichtkunstpreis LUX.US sollte auf die lange Tradition der Leuchtenindustrie in der Stadt Lüdenscheid hinweisen und helfen Lüdenscheid als „Stadt des Lichts“ bekannt zu machen.
Der Name LUX.US enthält die Silbe LUX, die Einheit für Beleuchtungsstärke.
Unter dem Namen des Preises LUX.US fanden öffentliche Auslobungen, Preisverleihungen und öffentlich zugängliche Ausstellungen statt.
In den Jahren 2004, 2005 und 2007 wurde der LUX.US-Lichtkunstpreis verliehen.
Die Auslobung fand jeweils im Jahr davor statt.
Die Kunstschaffenden wurden aufgefordert sich konzeptionell mit dem Material und/oder Phänomen Licht auseinanderzusetzen.
Nie dagewesene Konzepte aus der künstlerischen Beschäftigung sollten zusammen mit den Stadtwerken Lüdenscheid realisiert werden.
Die erste Auslobung richtete sich an alle Kunstschaffende ohne Altersbegrenzung. Ein Hochschul- oder Kunstakademieabschluss war bei der ersten Bewerbungsrunde nicht zwingend. Die Einreichungen mussten nicht realisierte Konzepte und unveröffentlichte Projekte der letzten drei Jahre sein und sich mit den Themen Tageslicht und/oder Kunstlicht befassen. Die Bereiche Malerei, Bildhauerei, Fotografie, Videokunst und Installationskunst waren zugelassen.
Bei der zweiten und dritten Auslobung wurde ein Hochschul- oder Akademieabschluss vorausgesetzt.
2004 wurde zum ersten Mal der LUX.US verliehen. Die Preisverleihung fand früh im Jahr statt, weil das realisierte Konzept der Erstplatzierten im Herbst zur Veranstaltung LichtRouten zu sehen sein sollte. Die folgenden LUX.US-Preisverleihungen fanden dann im jährlichen Wechsel mit den LichtRouten statt.
Die Bewerbungen wurden zu den ersten Sichtungsterminen in mehreren Auswahlrunden durch die Jury reduziert. Übrig blieb eine Zusammenstellung neuer vielversprechender Konzepte für eine Auswahlausstellung in der Städtischen Galerie in den Museen am Sauerfeld, Lüdenscheid.
Die fachkundige LUX.US-Jury bestand aus fünf Personen, u. a. Mischa Kuball (Ersatz für: Nan Hoover) und Uwe Rüth.
Die Vorgabe war 20 Konzepte (maximal 25 Teilnehmende) für die Ausstellung und die finale Auswahlrunde vorzusehen.
Die Kunstschaffenden hatten dann einige Wochen Zeit ihre Konzeptdokumentationen für die Präsentation vorzubereiten und Objekte nachzureichen.
Einen Tag vor der Vernissage suchte die fünfköpfigen Jury in den Ausstellungsräumen anhand den gehängten Konzepte die Prämierungen aus.
Auf jeder Preisverleihung zeichneten die Stadtwerke Lüdenscheid zwei bis drei Konzepte aus.
Die Ausgezeichneten bekamen eine Preisskulptur überreicht. Eine schlichte Skulptur aus einer schwarzen glänzenden quadratischen Säule mit einem silbernen eingelassenen Daumenabdruck. Der Preis wurde gestaltet und erstellt von Goldschmied und Designer Günter Wermekes aus Kierspe.
In den Jahren war der Lichtkunstpreis insgesamt mit 7000 bzw. 8000 Euro Preisgeld dotiert.
Die Kosten für die Realisierung des ausgewählten Konzepts von Planung bis Ausführung übernahmen die Stadtwerke Lüdenscheid.
Der LUX.US war zu seiner Zeit der einzige Lichtkunstpreis dieser Art in Deutschland.
Für die Ausstellungen wurden Dokumentationen oder Kataloge angefertigt.
Mit dem LUX.US 2007 endete der Lichtkunstpreis. Die auslobenden Stadtwerke sprachen sich gegen die Fortführung aus. Es waren marketingstrategische Gründe, die dazu führten. Die Beteiligung an der periodischen Ausstellung im urbanen Raum LichtRouten und Einzelprojekte ging weiter.

## LUX·US 2004
Mit der Auslobung 2003 begann der erste Wettbewerb um den Lichtkunstpreis.
Es wurden 163 Konzepte eingesandt.
Die Jury wählte 21 Konzepte für die Ausstellung und die finale Auswahlrunde.
Vernissage und Preisverleihung zum LUX.US Lichtkunstpreis 2004 fanden am 5. März 2004 statt.
Die Ausstellung war für zehn Wochen geplant.
Ursprünglich sollte sie am 23. Mai 2004 enden.
Kurz vor Schluss wurde sie bis zum 4. Juli verlängert, um u. a. studentische Exkursionen zu ermöglichen.
Nach dem Ausstellungsende wurden die 21 Konzepte im Zentrum für Internationale Lichtkunst in Unna ausgestellt.
Die 21 Konzepte waren von Matthias Deumlich (Die Form der Stille), Ursula-Lisa Deventer (Lichtimplosion), Stefan Hauberg (Raum zur täglichen Opferung von einer Kerze und vier Batterien), Merja Herzog-Hellstén (Wirbelungen), Kirsten und Peter Kaiser (Tor zum Sauerland), Jürgen Kuhn (Projektion), Katharina Mayer (Licht macht Feuer), Molitor & Kuzmin (Lichtfracht), Monika Pangerl (Vernehmungs-Labor), Joachim Römer (Verfliessblicke), Christian 3 Rooosen (An der Laterne), Tim Otto Roth (siehe Preisträger), Grit Ruhland (Nichts als die Wahrheit), Anke Schäfer (Live Movie Light), Dirk Schlichting (Ampelkreuzung), Joanna Schulte (siehe Preisträger), Stefan Sous (siehe Preisträger), Andreas Steinmüller (Refluxor), Marc Stolte (Augenblick), Alexander Rüdiger Titz (Kymatisches Feuer) und Maria Blondeel & Michael Vorfeld (256 kHz).
Die Preisgelder waren gestaffelt in 4000 Euro für den ersten und 2000 bzw. 1000 Euro für die folgenden Plätze.
Das erstplatzierte Konzept wurde gleichzeitig auch zur Realisierung vorgesehen. Mit einem zentralen Schalter sollte das gesamte Licht in Lüdenscheid für eine Stunde abgeschaltet werden.
Auf Grund von Bedenken zur Sicherheit und Akzeptanz in der Bevölkerung wurde das Konzept jedoch nicht realisiert.
- 1. Preis: Tim Otto Roth, Switch Off oder wie man das Licht des Weltraums über Lüdenscheid anknipst[13]
- 2. Preis: Stefan Sous, Fluxus[13]
- 3. Preis: Joanna Schulte, Die Glühlampe oder Kartoffeln aus dem Keller holen[13]

## LUX·US 2005
Für die zweite Verleihung des Lichtkunstpreises endete die Bewerbungsfrist am 20. Februar 2005.
Diesmal wurden nur Konzepte von Kunstschaffenden mit Hochschul- oder Kunstakademieabschluss und nachweisbarer Erfahrung im künstlerischen Umgang mit dem Medium Licht zugelassen. Die Konzepte sollten sich mit den Themen Kunstlicht oder Tageslicht befassen.
Dennoch gingen 149 internationale Bewerbungen ein.
Davon wurden 19 Projektvorschläge für die Auswahlausstellung in der Städtischen Galerie Lüdenscheid ausgewählt.
Die Konzepte neben denen der Preisträger waren von Rochus Aust (Auswirkungsstudie lichtgeschwindigkeitsbewegter Transportmittel auf Gigazentren am Beispiel Lüdenscheids), Fritz Balthaus (Kurzschluss), Sung-Hun Choi und Sun-Min Park (koreanisch: 최승훈+박선민, Choi Sunghun + Park Sunmin) (Its my shadow), Renate Guenther (* 1947) (Mirror N-Light-N), Siegfried Keitner (Lichtdruck), Kyoko Kurihara (japanisch: 栗原 京子) (Okulus), Aurelia Mihai (Schattenlichter), Annette Sauermann (Rotes Lichtzeichen), Wilhelm Scherübl (Steg für 365 Sonnenblumen und ein Container für 24 Leuchtstoffröhren), Regine Schumann (In- and Outside), Dirk Vollenbroich (Hausmusik), Anja Vormann / Gunnar Friel (Zellteilung von Energiesparbirnen), Annette Wesseling (Unter freiem Himmel), Hans J. Wiegner (Lichtinseln), Stefanie Wilhelm (Lumen-Mobile) und Ella Ziegler (Im Zenit).
Auch diesmal wurde die Jury des Vorjahres eingesetzt.
Die Preisverleihung mit Vernissage fand am 22. April 2005 statt.
Der Wettbewerb war insgesamt mit 8000 Euro dotiert.
Dabei entfielen 6000 Euro auf den 1. Preis und 2000 Euro auf einen Förderpreis (englisch Sponsorship Award) für junge Kunstschaffende, die ihr Studium vor weniger als drei Jahren abgeschlossen hatten.
In diesem Jahr wurde das Konzept, das von den Stadtwerken Lüdenscheid realisiert werden soll, unabhängig von der Platzierung vergeben.
Nach Jan Köchermanns Konzept wurde eine von jedermann kostenlos nutzbare Steckdose an einem Bahnhofsgebäude im stillgelegten Bahnhofsbereich installiert. Die Hoffnung war, dass sich irgendwann eine Lampe an der Stelle anfinden und zum Lesen bzw. Verweilen einladen sollte. Sie war in einem überdachten Bereich von 2005 bis 2008 öffentlich zugänglich.
- 1. Preis: Gunda Förster, Shine[26][31]
- Förderpreis: Florian Roithmayr, Landebahn[26]
- Realisierung (undotiert, keine Skulptur): Jan Köchermann, Öffentliche Steckdose[26][30]

## LUX·US 2007
Mit fast zwei Jahren Abstand wurde der dritte LUX.US ausgelobt.
Zugelassen waren wieder ausschließlich Künstler mit Hochschul- oder Akademieabschluss. Der Einreichungszeitraum endete am 20. Februar 2007. Dotiert war der Preis mit insgesamt 8000 Euro.
Die im Museum ausgestellten Lichtkunstkonzepte waren neben den prämierten Konzepten (siehe Preisträger) u. a. von Rolf Giegold, Siegfried Kreitner, Anne Nissen, Christiane Stegat (morgen-abend) und Hartung | Trenz. Für die Ausstellung der nominierten Konzepte wurde ein Katalog erstellt.
Im Außenbereich zeigte Jan Köchermann (siehe Preisträger 2005) seine Plattenbau-Lampions.
- 1. Preis: Kerstin Ergenzinger[38]
- Förderpreis: Tobias Kraft, TAG mit offener Tür[38][39]